# The Original Bootlegs
The Original Bootlegs – zestaw 12 płyt zawierających pełny zapis sześciu solowych koncertów Tori Amos nagranych w 2005 roku podczas jej trasy koncertowej Original Sinsuality. Jako dwunastopłytowy box set wydane zostały w grudniu 2005, wcześniej poszczególne koncerty, jako dwupłytowe albumy, dostępne były wyłącznie ze stworzonej do tego celu strony internetowej.

## Lista utworów

### Auditorium TheatreChicago, IL (15 kwietnia 2005)
CD 1
1. "Original Sinsuality"
2. "Father Lucifer"
3. "Mother Revolution"
4. "Yes, Anastasia"
5. "Apollo’s Frock"
6. "Parasol"
7. "Mother"
8. "Operator" (cover Jima Croce'a)
9. "Circle Game" (cover Joni Mitchell)
10. "Cars & Guitars"

CD 2
1. "Space Dog"
2. "Marianne"
3. "Barons of Suburbia"
4. "Cool on Your Island"
5. "The Beekeeper"
6. "Honey"
7. "Sweet the Sting"
8. "Cloud on My Tongue"
9. "Ribbons Undone"

### Royce Hall Auditorium,Los Angeles, CA (25 kwietnia 2005)
CD 1
1. "Original Sinsuality"
2. "Silent All These Years"
3. "Parasol"
4. "Doughnut Song"
5. "Yes, Anastacia"
6. "Jamaica Inn"
7. "Cool on Your Island"
8. "Livin’ on a Prayer" (cover Bon Jovi)
9. "All Through the Night" (cover Cyndi Lauper)

CD 2
1. "Barons of Suburbia"
2. "Take to the Sky"
3. "Cloud on My Tongue"
4. "Ruby Through the Looking-Glass"
5. "The Beekeeper"
6. "Tear in Your Hand"
7. "Toast"
8. "Sweet the Sting"
9. "Twinkle"

### Paramount Theatre,Denver, CO (19 kwietnia 2005)
CD1
1. "Original Sinsuality"
2. "Little Amsterdam"
3. "Icicle"
4. "Your Cloud"
5. "Jamaica Inn"
6. "Father Lucifer"
7. "Cool on Your Island"
8. "I Ran" (cover A Flock of Seagulls)
9. "Suzanne" (cover Leonarda Cohena)

CD2
1. "The Power of Orange Knickers"
2. "Cloud on My Tongue"
3. "Space Dog"
4. "Parasol"
5. "Carbon"
6. "The Beekeeper"
7. "Leather"
8. "Putting the Damage On"

### Manchester Apollo,Manchester, UK (5 czerwca 2005)
CD1
1. "Original Sinsuality"
2. "Little Amsterdam"
3. "Leather"
4. "Beauty Queen"
5. "Horses"
6. "Liquid Diamonds"
7. "Suede"
8. "Strange"
9. "Don’t Look Back in Anger" (cover Oasis)
10. "My Favorite Things" (z musicalu Dźwięki muzyki)

CD2
1. "Winter"
2. "Carbon"
3. "Ribbons Undone"
4. "Spring Haze"
5. "The Beekeeper"
6. "Not the Red Baron"
7. "Never Seen Blue"
8. "Sweet the Sting"

### Hammersmith Apollo,Londyn, UK (4 czerwca 2005)
CD 1
1. "Original Sinsuality"
2. "Father Lucifer"
3. "Icicle"
4. "Mother Revolution"
5. "Take to the Sky"
6. "Yes, Anastasia"
7. "Bells for Her"
8. "Father Figure" (cover George’a Michaela)
9. "Like a Prayer" (cover Madonny)

CD 2
1. "Winter"
2. "Cooling"
3. "Jamaica Inn"
4. "Witness"
5. "The Beekeeper"
6. "Sweet the Sting"
7. "Rattlesnakes"
8. "Hoochie Woman"
9. "Hey Jupiter"

### Bank of America Pavilion,Boston, MA (21 sierpnia 2005)
CD1
1. "Original Sinsuality"
2. "Caught a Lite Sneeze"
3. "Amber Waves"
4. "Martha's Foolish Ginger"
5. "Winter"
6. "Pancake"
7. "Cool on Your Island"
8. "Total Eclipse of the Heart" (cover Bonnie Tyler)
9. "Angie" (cover The Rolling Stones)

CD2
1. "Barons of Suburbia"
2. "Garlands"
3. "Tear in Your Hand"
4. "The Beekeeper"
5. "Dream On" (cover Aerosmith)
6. "Pretty Good Year"
7. "Playboy Mommy"
8. "1,000 Oceans"